# NGC 4721
NGC 4721 est une galaxie lenticulaire  située dans la constellation de la Chevelure de Bérénice. Sa vitesse par rapport au fond diffus cosmologique est de 7 923 ± 19 km/s, ce qui correspond à une distance de Hubble de 116,9 ± 8,2 Mpc (∼381 millions d'al). NGC 4721 a été découverte par l'astronome prussien Heinrich Louis d'Arrest en 1865.